# Gare du Bois-d’Oingt - Légny
Gare du Bois-d'Oingt - Légny vasútállomás Franciaországban, Légny településen.

## Vasútvonalak
Az állomást az alábbi vasútvonalak érintik:
- Paray-le-Monial-Givors-Canal-vasútvonal

## Kapcsolódó állomások
A vasútállomáshoz az alábbi állomások vannak a legközelebb:
- Gare de Chamelet
- Gare de Chessy
- Gare de Lozanne